# Mesomyia lurida
Mesomyia lurida är en tvåvingeart som först beskrevs av Walker 1848.  Mesomyia lurida ingår i släktet Mesomyia och familjen bromsar. Inga underarter finns listade i Catalogue of Life.